# Orlando de’ Rossi

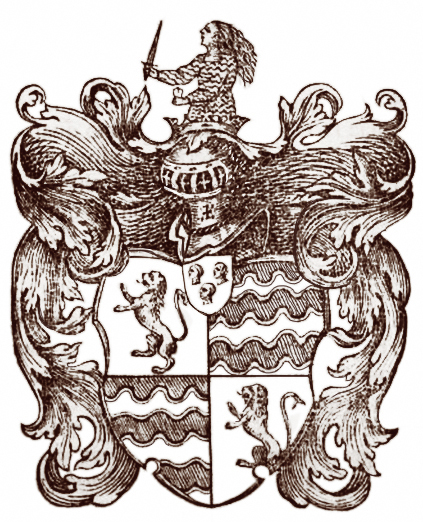
Wappen der Rossis von Parma

Orlando de’ Rossi (* Ende des 11. Jahrhunderts, Umland von Parma; † nach 1167 in Mailand) war ein italienischer Condottiere. Er gilt als Stammvater der Rossis von Parma.

## Biografie
Orlando Rubeus, genannt „Orlando del Rosso“ (dt.: Roland, der Rote), wurde Ende des 11. Jahrhunderts in der Umgebung von Parma geboren, vermutlich auf dem Gebiet von San Secondo oder direkt in Parma.
Er gilt als Stammvater der Familie Rossi aus Parma; obwohl Bonaventura Angeli versucht hat, den Stammbaum zu rekonstruieren, war es Federico I. de’ Rossi, der Enkel von Pier Maria III. de’ Rossi, der ihn in seiner Elogia als „certissimus prolis caput“ (dt.: sicherlich der Stammvater) definierte, womit er feststellte, dass es keine sicheren Aufzeichnungen über vorhergehende Mitglieder dieser Familie gibt, die mit wechselndem Geschick mehr als sieben Jahrhunderte lang Protagonist der Politik im Umgebung von Parma war.
Jedenfalls liegt der Ursprung von Orlando und seiner Familie zweifellos in Italien, da sich ihre Mitglieder zum römischen Recht bekannten.

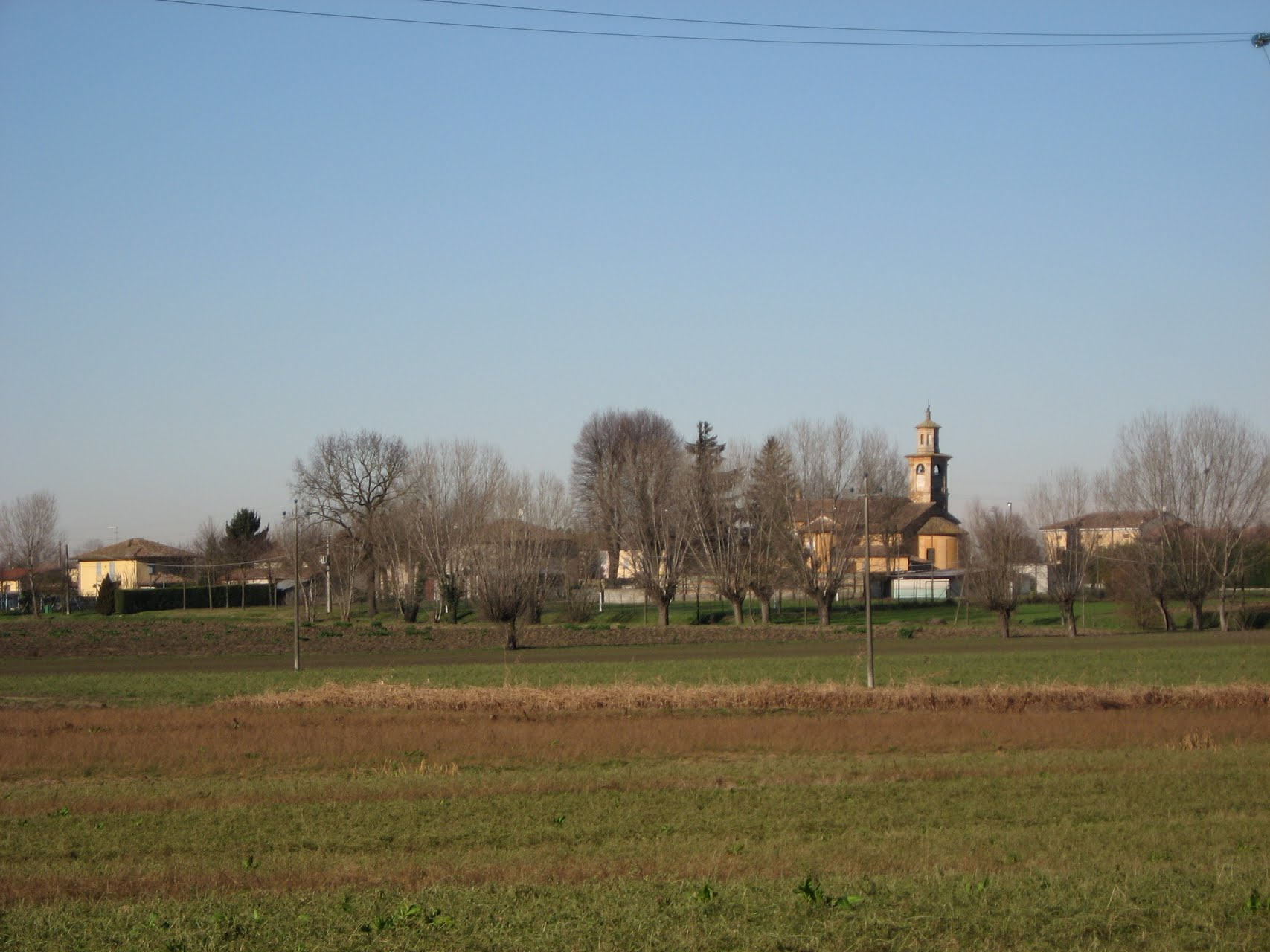
Ort Castell’Aicardi, im Vordergrund das Altwasser des Taro, wo das alte Heerlager stand. Dort lagen die ersten bekannten Besitzungen der Rossis

Höchstwahrscheinlich gehörten die Rossis zum kleinen Landadel und waren Vasallen des Domkapitels von Parma, das von Bischof Guibodo Ende des 9. Jahrhunderts gegründet wurde.
Dies lässt sich aus dem Standort der ersten Besitzungen der Rossis ableiten: Es ist sicher, dass diese schon 1147 Güter im Bezirk San Secondo besaßen: Bei Castell’Aicardi und bei Pieve San Genesio, Territorien, die der Rechtsprechung des Domkapitels bereits Ende des 10. Jahrhunderts unterlagen.
Obwohl Orlando nicht aus sehr reichem Hause stammte, konnte er sich dennoch in bemerkenswertes Vermögen schaffen, sodass er 1128, während einer großen Hungersnot, die Bevölkerung von Parma aus seinem eigenen Vermögen unterstützen konnte.
Als er in den Dienst der kaiserlichen Sache trat, zeichnete er sich im Dienst für Friedrich Barbarossa aus, sodass ihn der Kaiser 1162 zum Reichsvikar für Italien machte. Orlando war auch Podestà von Parma, sowohl 1162 als auch 1167. Laut Federico Rossi war Orlando auch Bürger von Reggio nell’Emilia und Modena.
Er starb zu einem unbekannten Zeitpunkt in Mailand und wurde im Mailänder Dom begraben.

## Verwandte
Der Name von Orlandos Gattin ist nicht bekannt. Bekannt ist aber, dass Orlando mindestens zwei Söhne hatte, von denen einer „Orlando“ hieß und den Hauptzweig der Familie Rossi begründete. Der Name des anderen Sohnes ist nicht überliefert. Letzterer hatte einen Sohn namens „Alberto“, der sich als Diplomat für Parma auszeichnete.